# Rolls-Royce 25/30
O Rolls-Royce 25/30 produzido entre 1936 e 1938 é uma versão atualizada do 20/25 com motor maior para fornecer mais potência, já que carrocerias muito grandes eram frequentemente instaladas no modelo anterior, o que gerava reclamações sobre seu desempenho.

## Engenharia
O motor de 6 cilindros em linha, com válvulas no cabeçote, é semelhante ao usado no 20/25, mas com cilindrada aumentada para 4.257 cc, aumentando o diâmetro interno de 8,3 cm para 8,9 cm, com o curso permanecendo em 114,3 mm. A taxa de compressão é de 6:1. Um único carburador Stromberg downdraught patenteado substituiu o da Rolls-Royce, e a ignição por magneto não foi mais instalada, mas sim uma bobina reserva. A caixa de câmbio de quatro marchas é montada em conjunto com o motor e é utilizada uma alavanca de câmbio tradicional à direita. O sincronizador é instalado na terceira e na marcha mais alta.
O chassi rebitado possui eixos dianteiro e traseiro rígidos, suspensos por molas semi-elípticas com amortecedores hidráulicos. A frenagem é feita nas quatro rodas, assistida por um servomecanismo mecânico, sob licença da Hispano-Suiza. Freios traseiros separados são instalados para o freio de mão. Foi utilizado o tradicional radiador Rolls-Royce com topo triangular e venezianas verticais, cujo ângulo de abertura é controlado termostáticamente para controlar o resfriamento do motor.

## Carroceria
Apenas o chassi e as peças mecânicas foram fabricados pela Rolls-Royce. A carroceria foi fabricada e instalada por uma encarroçadora selecionada pelo proprietário. Algumas das encarroçadoras mais famosas que produziram carrocerias para carros Rolls-Royce são a Park Ward, a Thrupp & Maberly, a H. J. Mulliner & Co., a Arthur Mulliner e a Hooper.

## Galeria

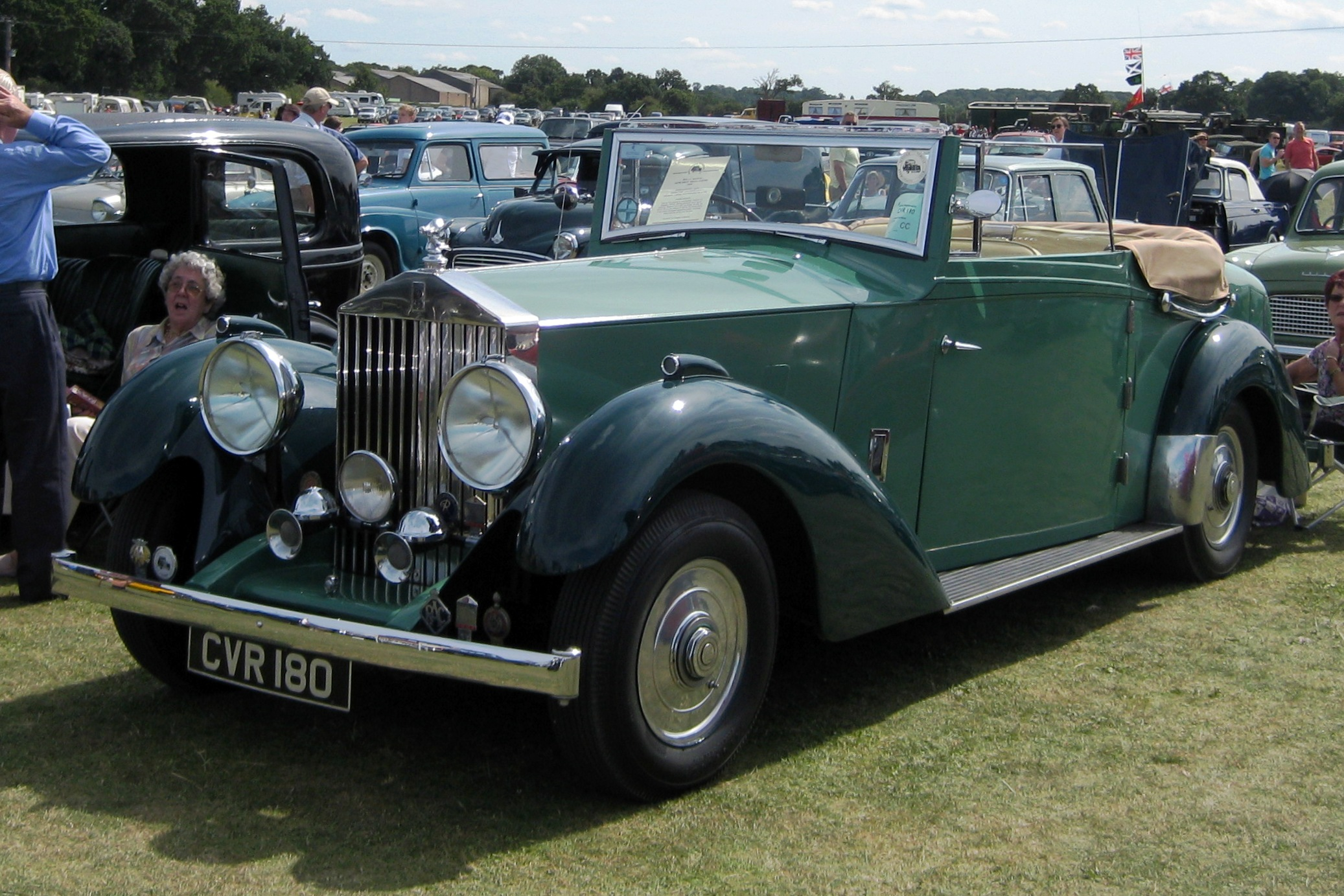
Rolls-Royce 25-30 Drophead Coupe 1936 da Caffyns]
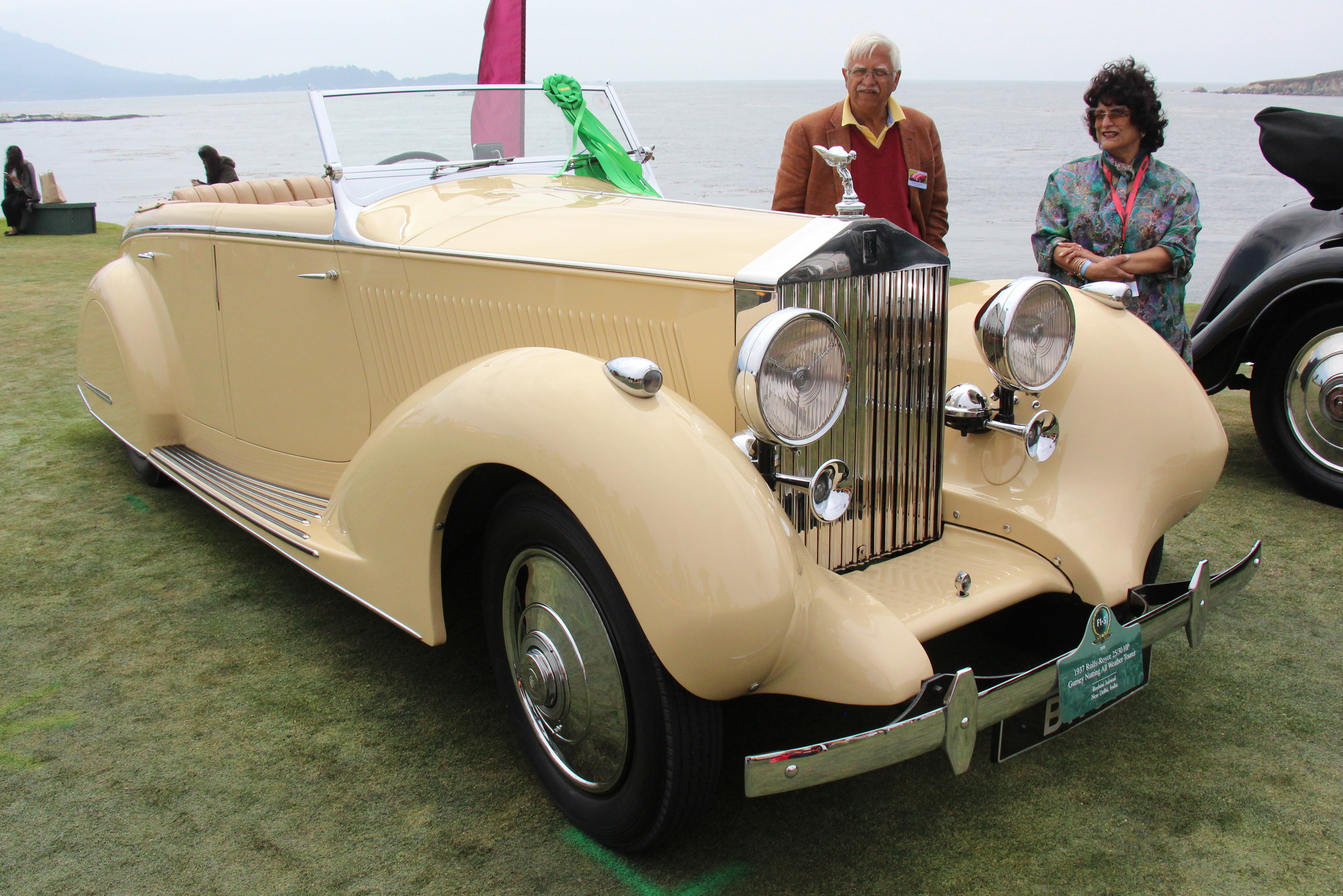
Rolls Royce 25-30 Tourer 1937 da Gurney Nutting
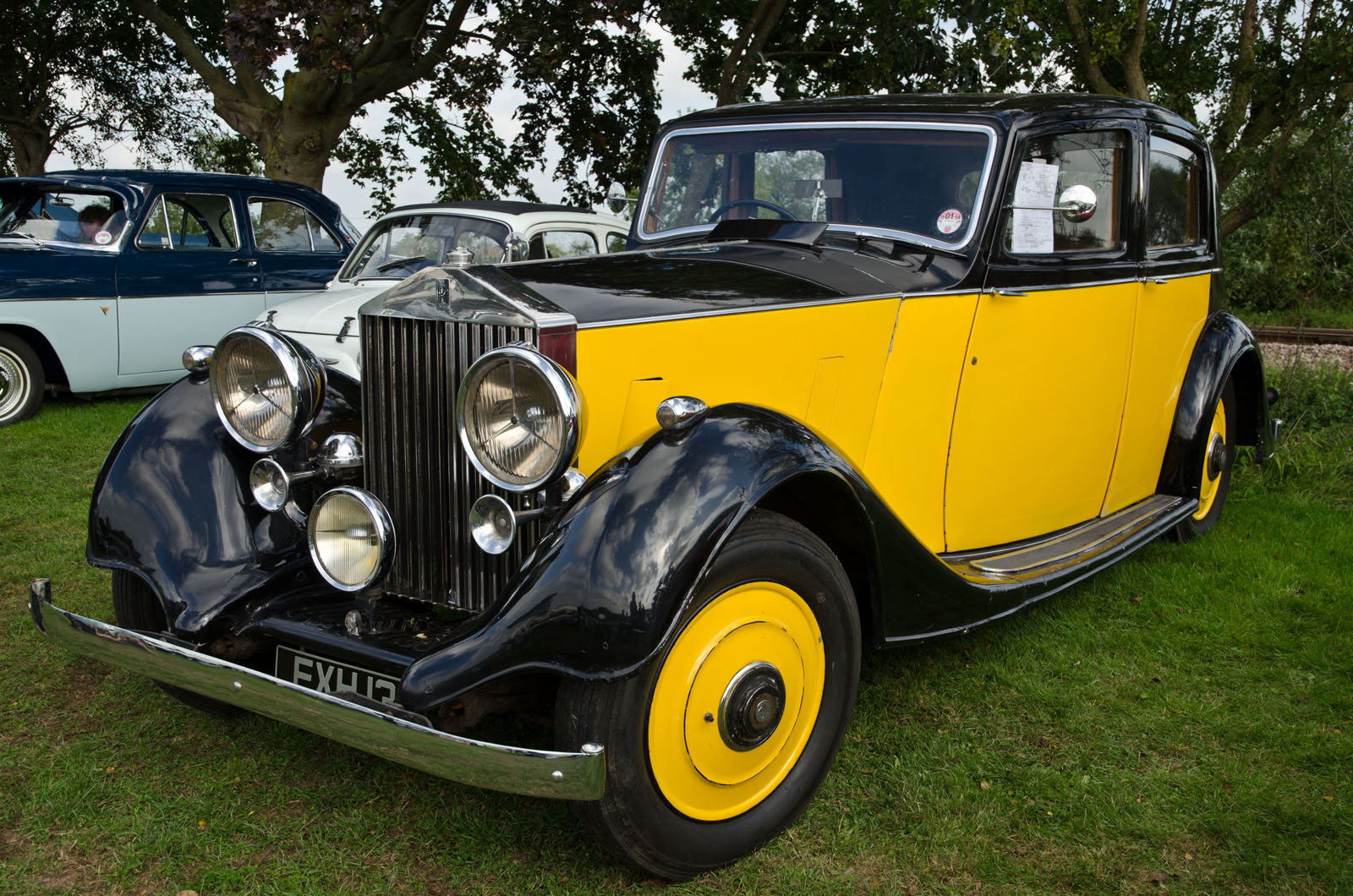
Rolls Royce 25-30 Sports Sedan 1938 da Thrupp & Maberly